# Суфійське кружляння

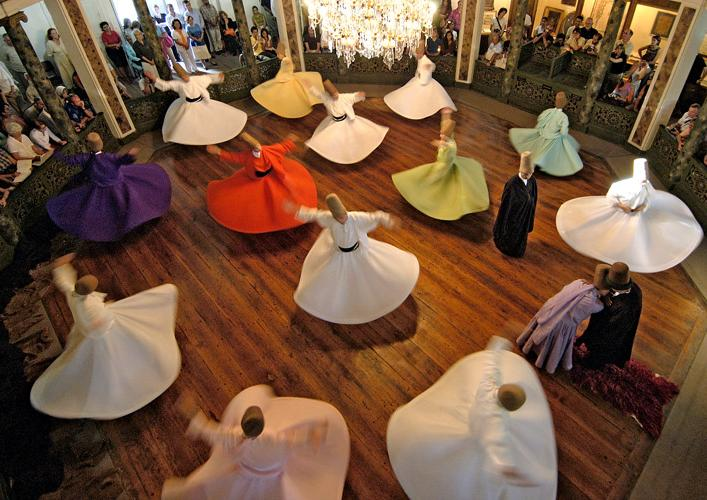
Дервіші у Стамбулі

Суфійське кружляння (тур. Semazen, запозичено з перської Sama-zan, де Sama означає слухання, і zan означає виконавець) — форма фізично активної медитації, яка виникла серед певних суфійських груп і яка досі практикується суфійськими дервішами ордена Мевлеві та іншими орденами, такими як Ріфаї-Маруфі. Це звична практика медитації, що виконується під час Семи, або церемонії поклоніння, за допомогою якої дервіші (також звані семазенами, від перської سماعزن) прагнуть досягти джерела повної досконалості, або дхарми. Це досягається через відмову від нафсу, его чи особистих бажань, слухання музики, зосередження на Богові та обертання тіла в повторюваних колах, що розглядається як символічна імітація планет Сонячної системи, що обертаються навколо Сонця. З практики Мевлеві виникла єгипетська форма, танура, яка відрізнялася використанням різнокольорової спідниці. Танець іноді практикується як людьми що не мають відношення до суфізму, так і за межами ісламського світу.

## Походження
Як орден, Дервіші, що кружляють, були засновані поетом-містиком Румі в XIII столітті. Спочатку суфійські братства (араб. طرائق, ṭarāʾiq) були організовані як керівництва, члени яких дотримувалися встановлених дисциплін у служінні шейху чи вчителю, щоб добитися його довіри. Члена такого братства називають перським дервішем. Ці туруки відповідали за організацію ісламського вираження релігійного життя, яке часто засновувалося незалежними святими або виникало в результаті поділу існуючих орденів. Кожен суфійський тарикат випливає з унікальної силсіли, або «ланцюга порядку», в якому член повинен навчитися, оскільки силсіла пов'язує кожного члена з Аллахом через його ланцюг порядку. Сілсила людини поширюється через індивідуального вчителя до учня і так далі, поки людина не з'єднається з Пророком і, таким чином, з Аллахом. Сам Пророк вважається засновником суфізму, який, у свою чергу, простежується через низку святих.

## Практика
Дервіші практикують численні ритуали, основним з яких є зікр, поминання Аллаха. Зікр передбачає читання відданої ісламської молитви. Зікр поєднується з фізичними рухами, зокрема танцями та кружлянням, щоб досягти стану, який вважають одним із «екстатичних трансів». Як пояснюють суфії:
У символіці ритуалу Сема капелюх із верблюжої вовни семазена (сікке) представляє надгробок его; його широка біла спідниця (tennure) представляє саван его. Знявши свій чорний плащ (hırka), він духовно відроджується до правди. На початку семи, тримаючи руки хрест-навхрест, семазен представляє число один, таким чином свідчить про єдність бога. Під час обертання його руки розкриті: права рука спрямована до неба, готова прийняти Божу милість; його ліва рука, до якої він прикутий очима, звернена до землі. Семазен передає духовний дар бога тим, хто є свідком семи. Обертаючись справа наліво навколо серця, семазен любов'ю обіймає все людство. Людина була створена з любов'ю, щоб любити. Мевляна Джалалуддін Румі каже: «Усяке кохання є мостом до Божественної любові. Проте ті, хто не скуштував цього, не знають!»
Серед ордену Мевлеві практика зікру виконується в традиційному одязі: теннурі, білій сукні без рукавів, дестегулу, жакеті з довгими рукавами, поясом і чорному пальті або хірці, які потрібно зняти перед початком кружляння. Коли починається ритуальний танець, дервіш одягає фетровий ковпак, сікке, на додаток до тюрбану, обгорнутого навколо голови, фірмового знаку ордена Мевлеві. Шейх проводить ритуал із суворим регламентом. На початку ритуалу
Шейх стоїть у найпочеснішому кутку танцювального місця, а дервіші тричі проходять повз нього, кожен раз обмінюючись вітаннями, поки не почнеться рух по колу. Саме обертання відбувається на лівій нозі, центром обертання є ліва стопа, а вся поверхня стопи контактує з підлогою. Поштовх для обертання дає права нога, повним кроком на 360 градусів. Якщо дервіш занадто захоплений, інший суфій, який відповідає за порядок, обережно торкнеться його сукні, щоб стримати його рух. Танець дервішів є однією з найбільш вражаючих рис містичного життя в ісламі, і музика, що супроводжує його, надзвичайно красива, починаючи з великого гімну на честь Пророка (na't-i sharif, написаного самим Джалалуддіном) і закінчуючи короткими, захопленими піснями, деякі з яких співаються турецькою мовою.

## Сьогодні
Громади дервішів у середні віки відігравали центральну роль у соціальному, релігійному та політичному житті в «центральних ісламських країнах». Ордени дервішів колись були набагато більшими, ніж сьогодні, оскільки уряд взяв під контроль більшість монастирів дервішів на цій території. У 1925 році Туреччина своїм указом наказала розпустити всі суфійські братства, але ордену Мевлеві вдалося вижити серед маленьких сіл по всьому Близькому Сході. У 1954 році турецький уряд надав Ордену Мевлеві спеціальний дозвіл на виконання ритуальних практик обертання для туристів протягом двох тижнів щороку. Окрім розваг для туристів, ортодоксальні богослови зараз відкрито заперечують практику дервішів, що призводить до появи факірів, або блукаючих жебраків-дервішів у центральних ісламських регіонах. Незважаючи на суворий урядовий контроль за практикою дервішів, орден Мевлеві продовжив своє існування в Туреччині і донині. Хоча історично лише чоловікам дозволялося брати участь у церемонії, деякі громади тепер дозволяють брати участь і жінкам.

## Регіональні та секулярні форми

### Єгипетська танура
У Єгипті практика кружляння була адаптована як танура (араб. التنورة, el-tanoura). Слово танура відноситься до різнобарвної спідниці, яку носять під час ритуалу, колір якої представляє кожен суфійський орден. Це слово також може стосуватися танцюриста, традиційно суфійського чоловіка. Танура асоціюється з суфізмом і виконується на суфійських фестивалях, але також виконується і не суфіями як народний танець або концертний танець. Хоча вона в основному танець використовується для візуальних ефектів, танцюристи також покращують свій баланс за допомогою танури за допомогою динамічного відцентрового ефекту.

### Пакистан
У суфійських святинях Пакистану, таких як святиня Лал у Сехвані, Сінд, практика суфійського обертання називається Dhamaal і виконується на честь суфійських святих, або каландарів. На відміну від турецької практики, Dhamaal може практикувати будь-який відданий — священики, а також паломники. Dhamaal зазвичай передує бій барабана (naghara) і дзвін дзвонів, коли паломники піднімають руки, починають пропускати кроки, стоячи на одному місці, і поступово входять у транс, коли удари стають швидшими. Коли удари стають швидшими, ритми змінюються, а удари барабанів супроводжуються грою шенаї. Практикуючі асоціюють цей танець з Лал Шахбазом Каландаром і протестами після битви при Кербелі. Вони вважають, що ритм барабана викликає ритм створення всесвіту, як показано в концепції Кун Фякуна.